# 建兴 (成汉)
建兴（304年十月-306年六月）是十六国时期成武帝李雄的第一个年号，共计3年。
建兴三年六月改元晏平元年。

## 纪年
| 建兴 | 元年  | 二年  | 三年  |
| ---- | ----- | ----- | ----- |
| 公元 | 304年 | 305年 | 306年 |
| 干支 | 甲子  | 乙丑  | 丙寅  |

## 参看
- 中国年号索引
- 其他时期使用的建兴年号。
- 同期存在的其他政权年号
  - 建武（304年七月-十一月）：西晋惠帝司马衷的年号
  - 元熙（304年十月-308年九月）：汉光文帝刘渊的年号
  - 永安（304年十一月）：西晋惠帝司马衷的年号
  - 永兴（304年十二月-306年六月）：西晋惠帝司马衷的年号

| 前一年號： 建初 | 成漢年号 建興 | 下一年號： 晏平 |